# Eucithara castanea
Eucithara castanea é uma espécie de gastrópode do gênero Eucithara, pertencente à família Mangeliidae.